# Тьюкод
Тьюкод (угор. Tyukod) — селище (надькьожег) в медьє Саболч-Сатмар-Береґ в Угорщині. Займає площу 62,22 км². Станом на 1 січня 2010 року в селищі проживав 1881 житель.
Найближчий населений пункт — селище Порчальма. Поруч із Тьюкодом протікає річка Хомород.
В XIV столітті у Тьюкоді була побудована церква. У 1795 році на її місці побудували нову церкву в стилі пізнього бароко. Також визначною пам'яткою селища є неокласичний палац барона Кальмана Урая, побудований в XIX столітті.
В селищі є консервний завод.